# FakhrAfagh Parsa

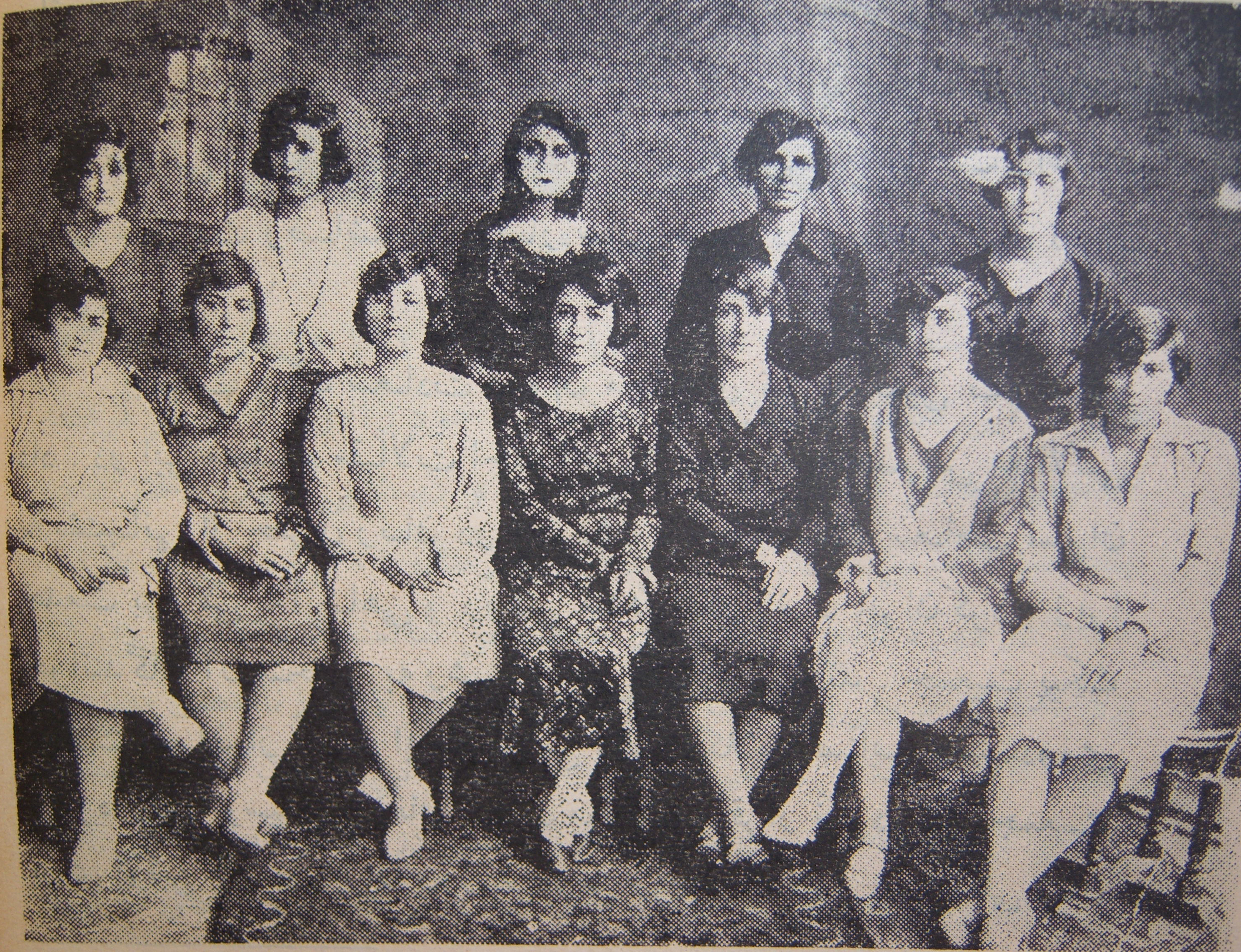
Junta de la Liga de Mujeres Patrióticas [Jam'iyat-e Nesvan-e Vatankhah], Teherán, 1922-1932. La mujer sentada más a la izquierda es FakhrAfagh Parsa.

FakhrAfagh Parsa (en persa: فخرآفاق پارسا‎;Teherán, 1898-1980) fue periodista durante la Revolución Constitucional iraní, directora de la revista Jahan-e Zanan y miembro del Movimiento de Mujeres en Irán. Su hija fue Farrokhroo Parsa, la primera mujer ministra en el gabinete de Amir-Abbas Hoveyda.

## Trayectoria
FakhrAfagh Parsa nació en 1898 y recibió educación en casa hasta los 14 años, momento en que comenzó a enseñar en una escuela de niñas recién inaugurada. Se casó con Farrokhdin Parsa, el hijo del director de la escuela. Tras su matrimonio, continuó enseñando y fue nombrada directora interna del periódico Ershad (Orientación). Cuando su marido fue trasladado a Mashhad, enseñó en la primera escuela de niñas de la ciudad y, con su ayuda, obtuvo el permiso para publicar la revista Jahan-e Zanan. El primer número de esta revista se publicó en 1920, poco antes del golpe de Estado que llevó al poder a Reza Shah, el primer rey de la dinastía Pahlavi.
Jahan-e Zanan fue publicada por primera vez en 1920 con el objetivo de "comprender la necesidad de educación de las mujeres" y "familiarizarlas con sus derechos" por FakhrAfagh Parsa y su esposo Farrokhdin Parsa en Mashhad. La revista, bisemanal, se centró en temas relacionados con la libertad de la mujer y la igualdad de derechos, aunque también incluía artículos sobre tareas domésticas, crianza de hijos, educación de niñas y salud. Aunque fue bien recibida en la capital, recibió críticas por su franqueza al criticar las políticas gubernamentales restrictivas y exigir educación igualitaria para las niñas.
El primer número de la revista mantenía un tono moderado sobre la educación de las mujeres y la necesidad de que la recibieran. Pero, tras publicar un editorial sobre la igualdad de derechos entre mujeres y hombres, varios hombres amenazaron a FakhrAfagh Parsa  y saquearon su casa.
FakhrAfagh Parsa, en el cuarto número de la revista Jahan-e Zanan, escribió dos artículos que crearon muchos problemas. Los dos artículos, titulados «La necesidad de la educación de las niñas» y «La tolerancia espiritual de la mujer y la necesidad de revisar la ley del matrimonio», desataron la ira del clero, provocando muchos problemas para ella y el exilio de su familia.
Tras la publicación de estos artículos en Mashhad, se publicó en Teherán el quinto número de la revista Jahan-e Zanan: «A partir de ahora», que trataba de invitar a las mujeres a cooperar con los hombres. Esta publicación levantó tanto revuelo entre la gente que FakhrAfagh Parsa y Farrokhdin, directores de la revista fueron desterrados a Arak acusados de oposición a la religión. Tras su exilio, los clérigos de Arak la presentaron como enemiga del Islam, por lo que FakhrAfagh, conocedora de la ejecución de varias personas, huyó a Qom con su familia donde pudo establecerse. Tras regresar del exilio, se unió al Jam'iyat-e Nesvan-e Vatankhah (Liga de Mujeres Patrióticas de Irán).
El 16 de febrero de 1980, la República Islámica detuvo a su hija, Farokhru Parsa, acusada de “saqueo del tesoro nacional”, “corrupción y difusión de la prostitución” y “colaboración con la SAVAK”, la policía secreta del sha. Fakhr Afagh murió un mes después de la detención de Farokhru y no presenció su juicio ante el Tribunal Revolucionario Islámico ni su ejecución el 8 de mayo de 1980.